# Тонзиллэктомия

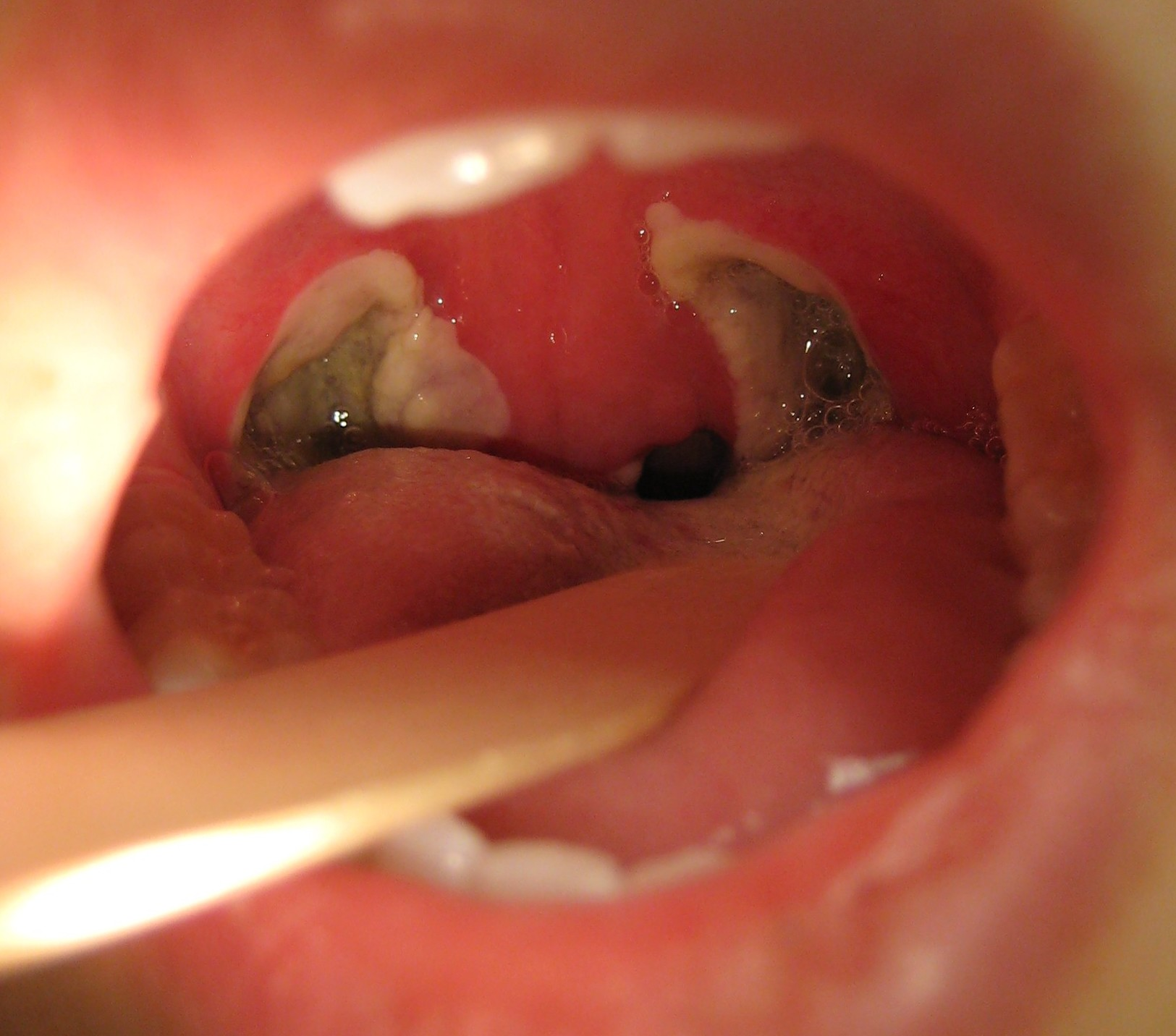
Обычный внешний вид задней части горла через три дня после тонзиллэктомии.
Тонзиллярные ниши покрыты фибрином, налёт которого сойдёт спустя некоторое время.

Тонзиллэктоми́я (от лат. tonsilla — миндалевидная железа и греч. εκτομή — иссечение, удаление) — известная более 3000 лет хирургическая операция по полному удалению нёбных миндалин вместе с соединительно-тканной капсулой. Выполняется при рецидивах острого тонзиллита или аденоидита, носовых обструкциях дыхательных путей, апноэ, храпе и паратонзиллярном абсцессе. До настоящего времени[какого?] остаётся одним из наиболее распространённых оперативных вмешательств.

## Показания к проведению операции
- Неэффективность консервативного лечения хронического тонзиллита.
- Осложнения со стороны внутренних органов.
- Паратонзиллярный абсцесс.

## Противопоказания
- Заболевания, сопровождающиеся явно выраженной сердечно-сосудистой, почечной, печеночной и лёгочной декомпенсацией, III стадия гипертонической болезни, кардиосклероз со стенокардией.
- Выраженные заболевания крови (гемофилия, лейкозы, геморрагический синдром).
- Острые инфекционные заболевания, активный туберкулёз, а также и другие болезни, которым свойственно обострение под влиянием операционной травмы.

## Критика
Миндалины активно участвуют в работе иммунной системы. Полное удаление может вызвать ослабление механизмов иммунной защиты, значительно усилить инфицирование слизистой оболочки верхних дыхательных путей, тем самым способствовать развитию различных воспалительных заболеваний.
Замечено, что дети, которым в новорождённом возрасте удалили миндалины, сильнее подвержены простудным заболеваниям, заболеваниям горла, бронхов и легких.
На 2014 год, по данным умеренного качества[каким?], по сравнению с консервативным лечением, у детей в течение года после проведённой тонзиллэктомии чуть реже возникает боль в горле. Однако достоверные наблюдения сроком более года после операции не проводились, поэтому нет данных об эффективности тонзиллэктомии для детей в длительном периоде.
Для взрослых пациентов на 2014 год нет доказательств преимуществ тонзиллэктомии по сравнению с консервативным лечением.

## Галерея

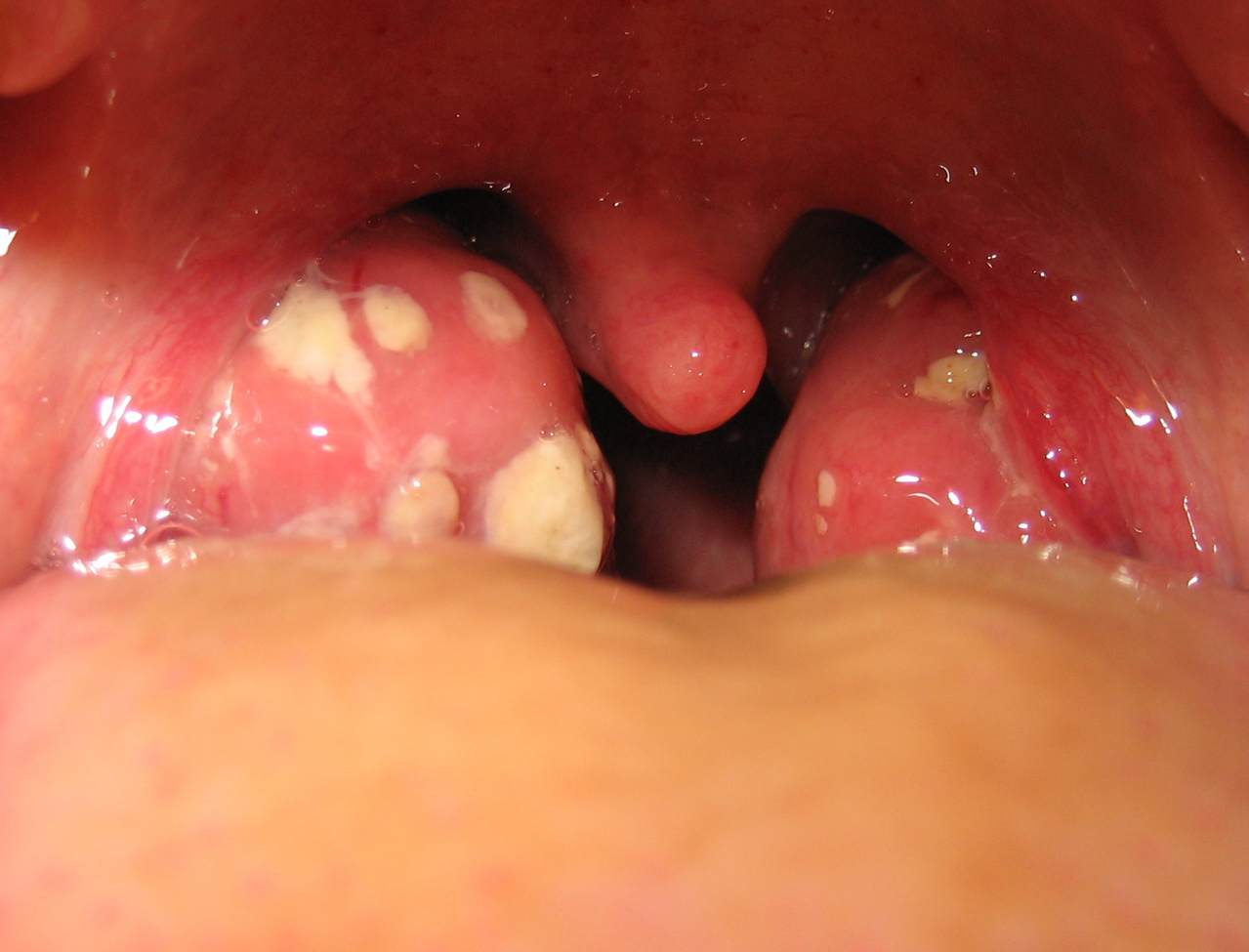
Гнойные пробки в лакунах нёбных миндалин
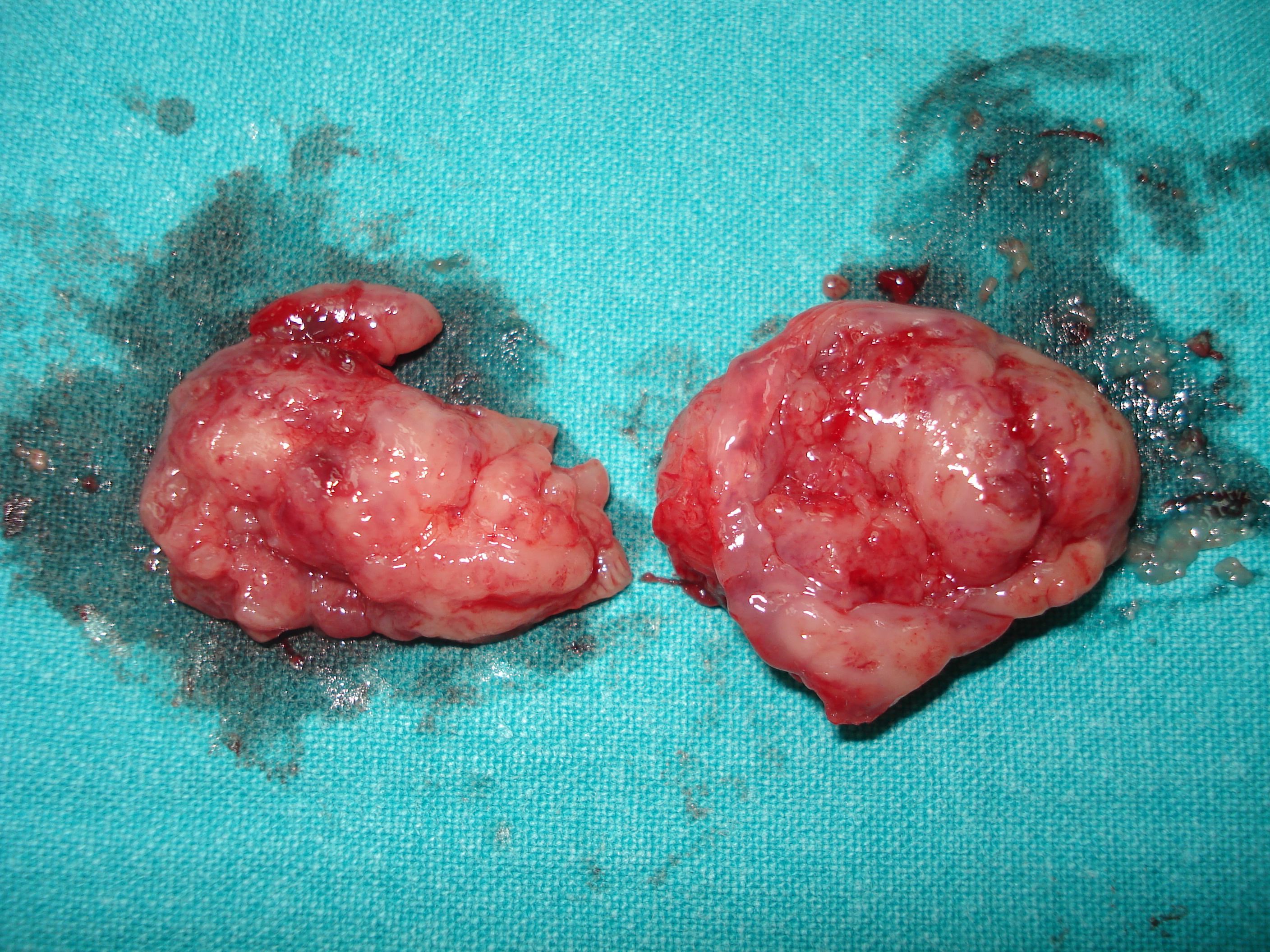
Две удалённые миндалины
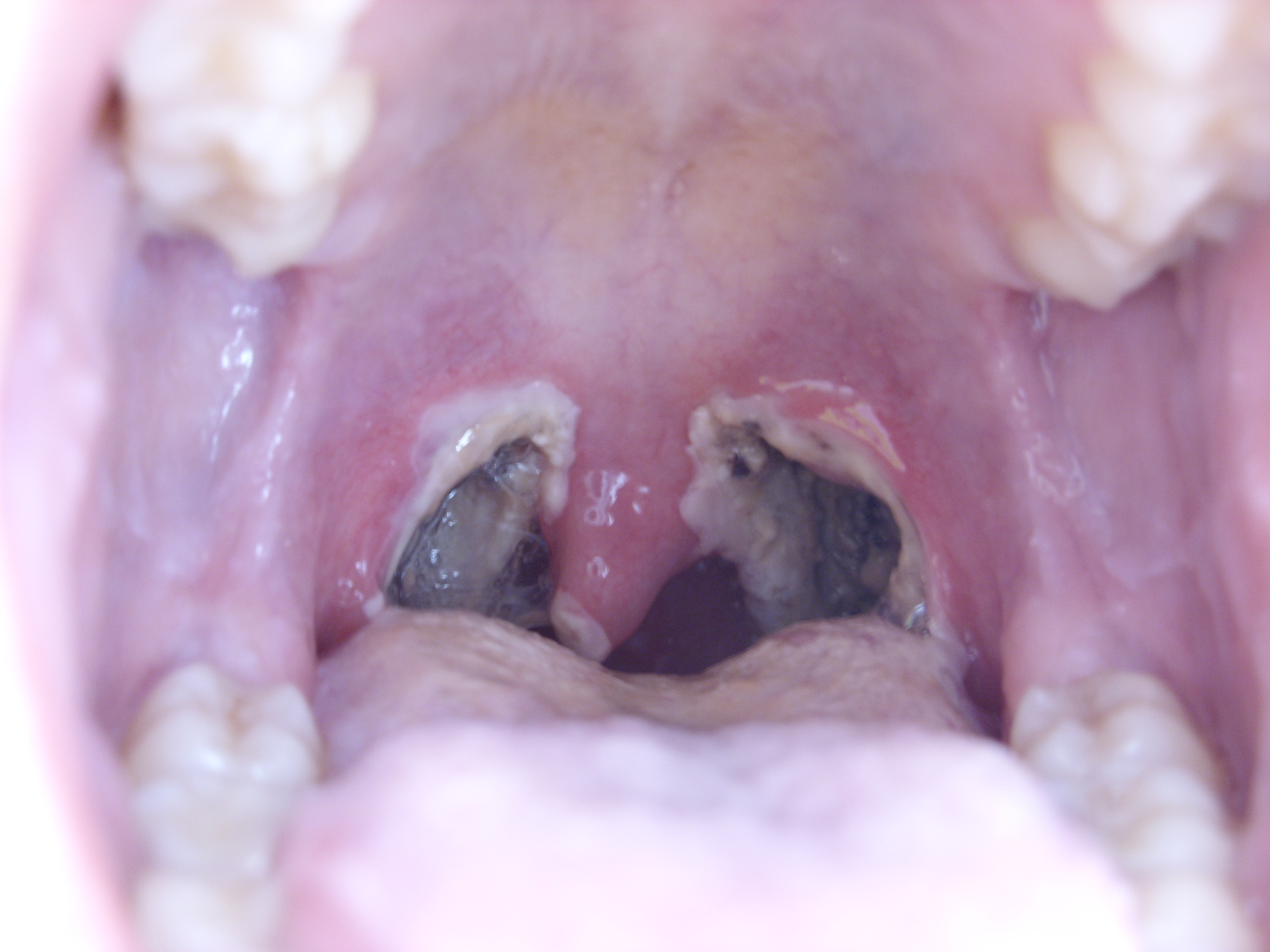
Фибриновый налёт на месте удалённых нёбных миндалин
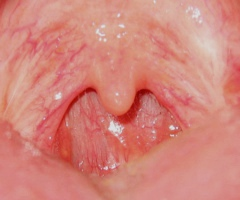
Горло через несколько недель после тонзиллэктомии